# La Duchesse et le Truand
Pour plus de détails, voir Fiche technique et Distribution.
La Duchesse et le Truand (titre original : The Duchess and the Dirtwater Fox) est un film américain réalisé par Melvin Frank, sorti en 1976.

## Synopsis
À San Francisco en 1882, le tricheur de cartes Charlie Malloy, surnommé Dirtwater Fox (George Segal), a volé 40 000 dollars à un gang de durs à cuire et est sur le point d'embarquer pour l'Australie afin de commencer une nouvelle vie. En attendant le bateau, il rencontre l'artiste de cabaret Amanda Quaid (Goldie Hawn), qui rêve également de commencer une nouvelle vie en tant que gouvernante dans une famille mormone avec de nombreux enfants. Pour obtenir ce poste, elle a besoin de se donner une apparence soignée. Subtilisant la mallette de Mallone avec de l'argent, Amanda achète une robe, se fait passer pour une duchesse anglaise, trouve un emploi et se rend à Salt Lake City. Malloy se lance à sa poursuite.

## Fiche technique
- Titre original : The Duchess and the Dirtwater Fox
- Titre français : La Duchesse et le Truand
- Réalisation : Melvin Frank
- Scénario : Melvin Frank, Barry Sandler, Jack Rose, d'après une histoire de Barry Sandler
- Direction artistique : Robert Emmet Smith, Trevor Williams
- Costumes : Daniel Paredes
- Photographie : Joseph F. Biroc[1]
- Montage : Frank Bracht, Bill Butler (en)
- Musique : Charles Fox
- Production : Melvin Frank
- Société(s) de production : Twentieth Century Fox Film Corporation
- Société(s) de distribution : (États-Unis) Twentieth Century Fox Film Corporation, (France) 20th Century Fox
- Pays d'origine : États-Unis
- Année : 1976
- Langue originale : anglais, français, allemand, hébreu
- Format : couleur — 35 mm2,35:1 (intended ratio) — mono
- Genre : comédie, western
- Durée : 103 minutes
- Dates de sortie : 
  - États-Unis : 1er avril 1976
  - France : 13 octobre 1976
- Affiches : Bill Gold (États-Unis), Macario Gómez Quibus (Espagne)

## Distribution
- George Segal (VF : Marc de Georgi) : Charlie 'Dirtwater Fox' Malloy
- Goldie Hawn (VF : Monique Thierry) : Amanda Quaid / la Duchesse de Swansbury
- Conrad Janis (VF : Jacques Ciron) : Gladstone, l'assistant de Widdicombe
- Thayer David (VF : William Sabatier) : Josiah Widdicombe, le patriarche Mormon
- Jennifer Lee : Trollop
- Sid Gould (VF : Jean Michaud) : Rabbi
- Pat Ast : Music hall singer
- E.J. André[2] (VF : Guy Pierrault) : le vieux prospecteur illuminé
- Richard Farnsworth[3] (VF : Henri Labussière) : le conducteur de la diligence
- Clifford Turknett (VF : Philippe Ogouz) : Mr Weatherly
- Harlan Knudson (VF : Henry Djanik) : Cooper
- Jean Favre : Drunk / Usher
- Bill McLaughlin : Murdock
- John Alderson (VF : Michel Bardinet) : Trent
- Ronald Colizzo (VF : Serge Lhorca) : le réceptionniste de l'hôtel
- Roy Jenson (VF : Claude Joseph) : Bloodworth

## Distinction

### Nomination
- Golden Globes 1977 :
  - Meilleure actrice dans un film musical ou une comédie pour Goldie Hawn